# Réseau de bus Haut Val-d'Oise
Le réseau de bus Haut Val-d'Oise est un réseau de transports en commun par autobus et autocars circulant en Île-de-France, organisé par l'autorité organisatrice Île-de-France Mobilités. Il est exploité par le groupe Keolis à travers la société Keolis Nord Val d'Oise, depuis le 1er janvier 2024.
Il se compose de 25 lignes qui desservent principalement les communautés de communes du Haut Val-d'Oise, de la Vallée de l'Oise et des Trois Forêts et Carnelle Pays de France.

## Développement du réseau

### Ouverture à la concurrence
En raison de l'ouverture à la concurrence des transports en commun en Île-de-France, le réseau de bus Haut Val-d'Oise est créé le 1er janvier 2024, correspondant à la délégation de service public numéro 3 établie par Île-de-France Mobilités. Un appel d'offres a donc été lancé par l'autorité organisatrice afin de désigner une entreprise qui exploitera le réseau pour une durée de sept ans. C'est finalement le groupe Keolis à travers la société Keolis Nord Val d'Oise, qui a été désigné lors du conseil d'administration du 7 décembre 2022.
À la date de son ouverture à la concurrence, le réseau se composait des lignes 30.04, 30.25, 30.29 et 30.36 des Cars Lacroix, des lignes 12, 12.1, 14, 14.1, 38, 46, 47, 49, 50 et R48 — renommée 48 à l'occasion — exploités par Keolis CIF, de l'Express 100 Roissy-Persan exploité par Keolis Mobilité Roissy, des lignes 2, A, B, C, E, F, G et DIM de Keolis Val-d'Oise et des lignes 95.09, 95.10, 95.17 et Express 95.18 du réseau de bus Busval d'Oise. Le contrat comprend également la nouvelle ligne N147 du réseau nocturne Noctilien.

### Renumérotation des lignes
Le 8 avril 2024, le réseau Haut Val-d'Oise applique le nouveau principe de numérotation régionale unique planifié par Île-de-France Mobilités, supprimant les doublons et les lettres. La correspondance entre anciens et nouveaux numéros est la suivante, tandis que plusieurs fusions ont lieu :
| Ancien numéro      | Nouveau numéro |
| ------------------ | -------------- |
| A                  | 1301           |
| B, E et G          | 1302 (fusion)  |
| C                  | 1303           |
| 2                  | 1304           |
| DIM                | 1305           |
| 95-09              | 1309           |
| 12                 | 1312           |
| 14                 | 1314           |
| 30.36              | 1316           |
| 95-17              | 1317           |
| 46                 | 1346           |
| 47                 | 1347           |
| 48                 | 1348           |
| 38 et 49           | 1349 (fusion)  |
| 50                 | 1350           |
| 30.25 et 30.29     | 1351 (fusion)  |
| 12.1               | 1352           |
| 30.04              | 1353           |
| 14.1               | 1354           |
| F                  | 1356           |
| 95-18, Express 100 | Inchangés      |
| 95-10              | Supprimée      |

## Lignes du réseau

### Lignes 1300 à 1309
| Ligne | Caractéristiques | Caractéristiques | Caractéristiques | Caractéristiques | Caractéristiques | Caractéristiques | Caractéristiques | Caractéristiques | Caractéristiques |
| 1301  | Bruyères-sur-Oise — Rue de Boran ⥋ Persan — ZAE Chemin Vert | Bruyères-sur-Oise — Rue de Boran ⥋ Persan — ZAE Chemin Vert | Bruyères-sur-Oise — Rue de Boran ⥋ Persan — ZAE Chemin Vert | Bruyères-sur-Oise — Rue de Boran ⥋ Persan — ZAE Chemin Vert | Bruyères-sur-Oise — Rue de Boran ⥋ Persan — ZAE Chemin Vert | Bruyères-sur-Oise — Rue de Boran ⥋ Persan — ZAE Chemin Vert | Bruyères-sur-Oise — Rue de Boran ⥋ Persan — ZAE Chemin Vert | Bruyères-sur-Oise — Rue de Boran ⥋ Persan — ZAE Chemin Vert | Bruyères-sur-Oise — Rue de Boran ⥋ Persan — ZAE Chemin Vert |
| ----- | --- | --- | --- | --- | --- | --- | --- | --- | --- |
| 1301  | Ouverture / Fermeture — / — | Longueur 16,30 km | Durée 15-45 min | Nb. d’arrêts 24 | Matériel Citaro Facelift Citaro C2 | Jours de fonctionnement L, Ma, Me, J, V, S | Jour / Soir / Nuit / Fêtes O / O / N / N | Voy. / an — | Dépôt Bernes-sur-Oise |
| 1301  | Desserte : - Villes et lieux desservis : Bruyères-sur-Oise, Bernes-sur-Oise, Beaumont-sur-Oise et Persan - Gares desservies : Persan - Beaumont, Bruyères-sur-Oise | | | | | | | | |
| 1301  | Autre : - Zone traversée : 5 - Arrêts non accessibles aux UFR : — - Amplitudes horaires : La ligne fonctionne du lundi au vendredi de 5 h 10 à 22 h 50 et le samedi dès 6 h 10. - Particularités : - L'arrêt Lycée Evariste Galois est desservi du lundi au vendredi en période scolaire aux principales heures d'entrée et de sortie de l'établissement, les courses observant sa desserte partent des ou se terminent aux arrêts Rue de Boran ou Les Saules ; - Les premiers services du lundi au vendredi sont limités à la gare de Persan - Beaumont et ne fonctionnement que vers cette destination. - Date de dernière mise à jour : 31 juillet 2022. | | | | | | | | |
| 1301  | Dernière actualisation : — | | | | | | | | |
| 1302  | Persan - Parc Haut Val-d'Oise 3 ⥋ Mours - Grands Champs | Persan - Parc Haut Val-d'Oise 3 ⥋ Mours - Grands Champs | Persan - Parc Haut Val-d'Oise 3 ⥋ Mours - Grands Champs | Persan - Parc Haut Val-d'Oise 3 ⥋ Mours - Grands Champs | Persan - Parc Haut Val-d'Oise 3 ⥋ Mours - Grands Champs | Persan - Parc Haut Val-d'Oise 3 ⥋ Mours - Grands Champs | Persan - Parc Haut Val-d'Oise 3 ⥋ Mours - Grands Champs | Persan - Parc Haut Val-d'Oise 3 ⥋ Mours - Grands Champs | Persan - Parc Haut Val-d'Oise 3 ⥋ Mours - Grands Champs |
| 1302  | Ouverture / Fermeture — / — | Longueur — | Durée 50-55 min | Nb. d’arrêts 33 | Matériel Citaro Facelift Citaro C2 | Jours de fonctionnement L, Ma, Me, J, V, S | Jour / Soir / Nuit / Fêtes O / N / N / N | Voy. / an — | Dépôt Bernes-sur-Oise |
| 1302  | Desserte : - Villes et lieux desservis : Persan, Beaumont-sur-Oise, Nointel et Mours - Gares desservies : Persan - Beaumont et Nointel - Mours | | | | | | | | |
| 1302  | Autre : - Zone traversée : 5 - Arrêts non accessibles aux UFR : — - Amplitudes horaires : - Date de dernière mise à jour : 8 avril 2024. | | | | | | | | |
| 1302  | Dernière actualisation : — | | | | | | | | |
| 1303  | Gare de L'Isle-Adam - Parmain ⥋ Gare de Persan-Beaumont | Gare de L'Isle-Adam - Parmain ⥋ Gare de Persan-Beaumont | Gare de L'Isle-Adam - Parmain ⥋ Gare de Persan-Beaumont | Gare de L'Isle-Adam - Parmain ⥋ Gare de Persan-Beaumont | Gare de L'Isle-Adam - Parmain ⥋ Gare de Persan-Beaumont | Gare de L'Isle-Adam - Parmain ⥋ Gare de Persan-Beaumont | Gare de L'Isle-Adam - Parmain ⥋ Gare de Persan-Beaumont | Gare de L'Isle-Adam - Parmain ⥋ Gare de Persan-Beaumont | Gare de L'Isle-Adam - Parmain ⥋ Gare de Persan-Beaumont |
| 1303  | Ouverture / Fermeture — / — | Longueur — | Durée 20-30 min | Nb. d’arrêts 16 | Matériel Citaro C2 | Jours de fonctionnement L, Ma, Me, J, V, S | Jour / Soir / Nuit / Fêtes O / N / N / N | Voy. / an — | Dépôt Bernes-sur-Oise |
| 1303  | Desserte : - Villes et lieux desservis : Parmain, Champagne-sur-Oise et Persan. - Gares desservies : L'Isle-Adam - Parmain, Champagne-sur-Oise et Persan - Beaumont. | | | | | | | | |
| 1303  | Autre : - Zone traversée : 5 - Arrêts non accessibles aux UFR : Tous. - Amplitudes horaires : La ligne fonctionne du lundi au vendredi de 5 h 25 à 20 h 35 et le samedi à partir de 7 h 50 jusqu'à 19 h 10. - Particularités : Certains bus ne desservent pas Eglise de Jouy-le-Comte et Rue de Jouy. - Date de dernière mise à jour : 8 avril 2024. | | | | | | | | |
| 1303  | Dernière actualisation : — | | | | | | | | |
| 1304  | Gare de Montsoult - Maffliers ⥋ Gare de Persan - Beaumont | Gare de Montsoult - Maffliers ⥋ Gare de Persan - Beaumont | Gare de Montsoult - Maffliers ⥋ Gare de Persan - Beaumont | Gare de Montsoult - Maffliers ⥋ Gare de Persan - Beaumont | Gare de Montsoult - Maffliers ⥋ Gare de Persan - Beaumont | Gare de Montsoult - Maffliers ⥋ Gare de Persan - Beaumont | Gare de Montsoult - Maffliers ⥋ Gare de Persan - Beaumont | Gare de Montsoult - Maffliers ⥋ Gare de Persan - Beaumont | Gare de Montsoult - Maffliers ⥋ Gare de Persan - Beaumont |
| 1304  | Ouverture / Fermeture — / — | Longueur — | Durée environ 60 min | Nb. d’arrêts 30 | Matériel Citaro C2 | Jours de fonctionnement L, Ma, Me, J, V | Jour / Soir / Nuit / Fêtes O / N / N / N | Voy. / an — | Dépôt Bernes-sur-Oise |
| 1304  | Desserte : - Villes et lieux desservis :Persan, [[Beaumont-sur-Oise]], Noisy-sur-Oise, Asnières-sur-Oise, Viarmes, Saint-Martin-du-Tertre, Belloy-en-France, Villiers-le-Sec, Villaines-sous-Bois et Montsoult - Gares desservies : Belloy - Saint-Martin, Montsoult - Maffliers et Persan | | | | | | | | |
| 1304  | Autre : - Zone traversée : 5 - Arrêts non accessibles aux UFR : — - Amplitudes horaires : La ligne fonctionne du lundi au vendredi de 6 h à 20 h. - Date de dernière mise à jour : 7 juillet 2024. | | | | | | | | |
| 1304  | Dernière actualisation : — | | | | | | | | |
| 1305  | Bruyères-sur-Oise — Rue de Boran ⥋ Beaumont-sur-Oise — Mairie | Bruyères-sur-Oise — Rue de Boran ⥋ Beaumont-sur-Oise — Mairie | Bruyères-sur-Oise — Rue de Boran ⥋ Beaumont-sur-Oise — Mairie | Bruyères-sur-Oise — Rue de Boran ⥋ Beaumont-sur-Oise — Mairie | Bruyères-sur-Oise — Rue de Boran ⥋ Beaumont-sur-Oise — Mairie | Bruyères-sur-Oise — Rue de Boran ⥋ Beaumont-sur-Oise — Mairie | Bruyères-sur-Oise — Rue de Boran ⥋ Beaumont-sur-Oise — Mairie | Bruyères-sur-Oise — Rue de Boran ⥋ Beaumont-sur-Oise — Mairie | Bruyères-sur-Oise — Rue de Boran ⥋ Beaumont-sur-Oise — Mairie |
| 1305  | Ouverture / Fermeture 26 août 2013 / — | Longueur 14,70 km | Durée 50 min | Nb. d’arrêts 32 | Matériel Citaro C2 | Jours de fonctionnement D | Jour / Soir / Nuit / Fêtes O / N / N / O | Voy. / an — | Dépôt Bernes-sur-Oise |
| 1305  | Desserte : - Villes et lieux desservis : Bruyères-sur-Oise, Bernes-sur-Oise, Persan et Beaumont-sur-Oise - Gare desservie : Persan - Beaumont | | | | | | | | |
| 1305  | Autre : - Zone traversée : 5 - Arrêts non accessibles aux UFR : — - Amplitudes horaires : La ligne fonctionne les dimanches et fêtes de 9 h à 18 h 50, à raison d'une course par heure. - Date de dernière mise à jour : 7 juillet 2022. | | | | | | | | |
| 1305  | Dernière actualisation : — | | | | | | | | |
| 1309  | Villiers-Adam — Mairie (à certaines heures) / Baillet-en-France — Carrefour Bouffémont ⥋ Montsoult - Maffliers — Gare SNCF / Domont — Gare SNCF (à certaines heures) | Villiers-Adam — Mairie (à certaines heures) / Baillet-en-France — Carrefour Bouffémont ⥋ Montsoult - Maffliers — Gare SNCF / Domont — Gare SNCF (à certaines heures) | Villiers-Adam — Mairie (à certaines heures) / Baillet-en-France — Carrefour Bouffémont ⥋ Montsoult - Maffliers — Gare SNCF / Domont — Gare SNCF (à certaines heures) | Villiers-Adam — Mairie (à certaines heures) / Baillet-en-France — Carrefour Bouffémont ⥋ Montsoult - Maffliers — Gare SNCF / Domont — Gare SNCF (à certaines heures) | Villiers-Adam — Mairie (à certaines heures) / Baillet-en-France — Carrefour Bouffémont ⥋ Montsoult - Maffliers — Gare SNCF / Domont — Gare SNCF (à certaines heures) | Villiers-Adam — Mairie (à certaines heures) / Baillet-en-France — Carrefour Bouffémont ⥋ Montsoult - Maffliers — Gare SNCF / Domont — Gare SNCF (à certaines heures) | Villiers-Adam — Mairie (à certaines heures) / Baillet-en-France — Carrefour Bouffémont ⥋ Montsoult - Maffliers — Gare SNCF / Domont — Gare SNCF (à certaines heures) | Villiers-Adam — Mairie (à certaines heures) / Baillet-en-France — Carrefour Bouffémont ⥋ Montsoult - Maffliers — Gare SNCF / Domont — Gare SNCF (à certaines heures) | Villiers-Adam — Mairie (à certaines heures) / Baillet-en-France — Carrefour Bouffémont ⥋ Montsoult - Maffliers — Gare SNCF / Domont — Gare SNCF (à certaines heures) |
| 1309  | Ouverture / Fermeture — / — | Longueur 19,65 km | Durée 5-35 min | Nb. d’arrêts 15 | Matériel GX 137 GX 127 Citelis 12 | Jours de fonctionnement L, Ma, Me, J, V | Jour / Soir / Nuit / Fêtes O / N / N / O | Voy. / an — | Dépôt Bernes-sur-Oise |
| 1309  | Desserte : - Villes et lieux desservis : Villiers-Adam, Béthemont-la-Forêt, Chauvry, Baillet-en-France, Montsoult, Moisselles et Domont - Gare desservie : Montsoult - Maffliers et Domont | | | | | | | | |
| 1309  | Autre : - Zone traversée : 5 - Arrêts non accessibles aux UFR : — - Amplitudes horaires : La ligne fonctionne du lundi au vendredi de 6 h 25 à 20 h 10. - Particularités : - L'arrêt École Les Clottins est desservi uniquement le matin en période scolaire. - Il existe des services directs à certaines heures entre École Henri-Boiscommun et Montsoult - Maffliers — Gare SNCF effectué le matin vers Montsoult et le soir dans le sens inverse. - Date de dernière mise à jour : 5 décembre 2023. | | | | | | | | |
| 1309  | Dernière actualisation : — | | | | | | | | |

### Lignes 1310 à 1319
| Ligne | Caractéristiques | Caractéristiques | Caractéristiques | Caractéristiques | Caractéristiques | Caractéristiques | Caractéristiques | Caractéristiques | Caractéristiques |
| 1312  | Mairie de Chaumontel ⥋ Gare de Goussainville | Mairie de Chaumontel ⥋ Gare de Goussainville                                                                                   | Mairie de Chaumontel ⥋ Gare de Goussainville                                                                                   | Mairie de Chaumontel ⥋ Gare de Goussainville                                                                                   | Mairie de Chaumontel ⥋ Gare de Goussainville                                                                                   | Mairie de Chaumontel ⥋ Gare de Goussainville                                                                                   | Mairie de Chaumontel ⥋ Gare de Goussainville                                                                                   | Mairie de Chaumontel ⥋ Gare de Goussainville                                                                                   | Mairie de Chaumontel ⥋ Gare de Goussainville                                                                                   |
| ----- | --- | --- | --- | --- | --- | --- | --- | --- | --- |
| 1312  | Ouverture / Fermeture — / — | Longueur 21,95 km | Durée 20-45 min | Nb. d’arrêts 16 | Matériel cars Tracer | Jours de fonctionnement L, Ma, Me, J, V                                                                                        | Jour / Soir / Nuit / Fêtes O / N / N / N                                                                                       | Voy. / an — | Centre-bus Bernes-sur-Oise |
| 1312  | Desserte : - Villes et lieux desservis : Chaumontel, Luzarches et Goussainville - Gares desservies : Luzarches et Goussainville | | | | | | | | |
| 1312  | Autre : - Zone traversée : 5 - Arrêts non accessibles aux UFR : — - Amplitudes horaires : La ligne fonctionne du lundi au vendredi de 5 h 40 à 9 h 10 puis de 16 h 15 à 20 h. - Particularités : Le soir, en direction de Goussainville, les arrêts entre Rue de Paris et Gérard de Nerval ne sont pas desservis. Le matin, en direction de Chaumontel, les services sont directs entre Goussainville RER et Chaumontel — Mairie. - Date de dernière mise à jour : 3 avril 2015.              | | | | | | | | |
| 1312  | Dernière actualisation : — | | | | | | | | |
| 1314  | Asnières-sur-Oise — Baillon ⥋ Viarmes SNCF | Asnières-sur-Oise — Baillon ⥋ Viarmes SNCF                                                                                     | Asnières-sur-Oise — Baillon ⥋ Viarmes SNCF                                                                                     | Asnières-sur-Oise — Baillon ⥋ Viarmes SNCF                                                                                     | Asnières-sur-Oise — Baillon ⥋ Viarmes SNCF                                                                                     | Asnières-sur-Oise — Baillon ⥋ Viarmes SNCF                                                                                     | Asnières-sur-Oise — Baillon ⥋ Viarmes SNCF                                                                                     | Asnières-sur-Oise — Baillon ⥋ Viarmes SNCF                                                                                     | Asnières-sur-Oise — Baillon ⥋ Viarmes SNCF                                                                                     |
| 1314  | Ouverture / Fermeture — / — | Longueur 11,25 km | Durée 10-25 min | Nb. d’arrêts 17 | Matériel cars | Jours de fonctionnement L, Ma, Me, J, V                                                                                        | Jour / Soir / Nuit / Fêtes O / N / N / N                                                                                       | Voy. / an — | Centre-bus Bernes-sur-Oise |
| 1314  | Desserte : - Villes et lieux desservis : Asnières-sur-Oise, Noisy-sur-Oise et Viarmes - Gare desservie : Viarmes | | | | | | | | |
| 1314  | Autre : - Zone traversée : 5 - Arrêts non accessibles aux UFR : — - Amplitudes horaires : La ligne fonctionne du lundi au vendredi de 6 h à 8 h 20 puis de 17 h 10 à 19 h 35. - Particularités : Il existe des services directs entre Viarmes SNCF et Baillon qui sont effectués le matin en direction d'Asnières-sur-Oise et le soir dans le sens inverse. Les arrêts entre Valdempierre et Place Gambetta sont desservis à certaines heures. - Date de dernière mise à jour : 28 mars 2015. | | | | | | | | |
| 1314  | Dernière actualisation : — | | | | | | | | |
| 1316  | Gare de Presles-Courcelles ⥋ Gare de L'Isle-Adam - Parmain / L'Isle-Adam — Centre commercial Le Grand Val (à certaines heures) | Gare de Presles-Courcelles ⥋ Gare de L'Isle-Adam - Parmain / L'Isle-Adam — Centre commercial Le Grand Val (à certaines heures) | Gare de Presles-Courcelles ⥋ Gare de L'Isle-Adam - Parmain / L'Isle-Adam — Centre commercial Le Grand Val (à certaines heures) | Gare de Presles-Courcelles ⥋ Gare de L'Isle-Adam - Parmain / L'Isle-Adam — Centre commercial Le Grand Val (à certaines heures) | Gare de Presles-Courcelles ⥋ Gare de L'Isle-Adam - Parmain / L'Isle-Adam — Centre commercial Le Grand Val (à certaines heures) | Gare de Presles-Courcelles ⥋ Gare de L'Isle-Adam - Parmain / L'Isle-Adam — Centre commercial Le Grand Val (à certaines heures) | Gare de Presles-Courcelles ⥋ Gare de L'Isle-Adam - Parmain / L'Isle-Adam — Centre commercial Le Grand Val (à certaines heures) | Gare de Presles-Courcelles ⥋ Gare de L'Isle-Adam - Parmain / L'Isle-Adam — Centre commercial Le Grand Val (à certaines heures) | Gare de Presles-Courcelles ⥋ Gare de L'Isle-Adam - Parmain / L'Isle-Adam — Centre commercial Le Grand Val (à certaines heures) |
| 1316  | Ouverture / Fermeture 29 août 2005 / — | Longueur — | Durée 35-40 min | Nb. d’arrêts 16 | Matériel cars S 415 H intouro                                                                                                  | Jours de fonctionnement L, Ma, Me, J, V                                                                                        | Jour / Soir / Nuit / Fêtes O / N / N / N                                                                                       | Voy. / an — | Dépôt Bernes-sur-Oise |
| 1316  | Desserte : - Villes et lieux desservis : Parmain, L'Isle-Adam, Nerville-la-Forêt, Forgeron et Presles. - Gare desservie : L'Isle-Adam - Parmain et Presles-Courcelles. | | | | | | | | |
| 1316  | Autre : - Zone traversée : 5 - Arrêts non accessibles aux UFR : Tous. - Date de dernière mise à jour : 8 avril 2024. | | | | | | | | |
| 1316  | Dernière actualisation : — | | | | | | | | |
| 1317  | Cergy-Préfecture RER ⥋ Mairie de Méry-sur-Oise | Cergy-Préfecture RER ⥋ Mairie de Méry-sur-Oise                                                                                 | Cergy-Préfecture RER ⥋ Mairie de Méry-sur-Oise                                                                                 | Cergy-Préfecture RER ⥋ Mairie de Méry-sur-Oise                                                                                 | Cergy-Préfecture RER ⥋ Mairie de Méry-sur-Oise                                                                                 | Cergy-Préfecture RER ⥋ Mairie de Méry-sur-Oise                                                                                 | Cergy-Préfecture RER ⥋ Mairie de Méry-sur-Oise                                                                                 | Cergy-Préfecture RER ⥋ Mairie de Méry-sur-Oise                                                                                 | Cergy-Préfecture RER ⥋ Mairie de Méry-sur-Oise                                                                                 |
| 1317  | Ouverture / Fermeture — / — | Longueur — | Durée 30 min | Nb. d’arrêts 11 | Matériel Crossway 10.7M Maestro Intouro                                                                                        | Jours de fonctionnement L, Ma, Me, J, V                                                                                        | Jour / Soir / Nuit / Fêtes O / N / N / N                                                                                       | Voy. / an — | Dépôt Bernes-sur-Oise |
| 1317  | Desserte : - Villes et lieux desservis : Cergy, Saint-Ouen-l'Aumône et Méry-sur-Oise. - Gares desservies : Cergy-Préfecture et Méry-sur-Oise | | | | | | | | |
| 1317  | Autre : - Zone traversée : 5 - Arrêts non accessibles aux UFR : — - Amplitudes horaires : La ligne fonctionne du lundi au vendredi de 6 h 15 à 21 h 10. - Date de dernière mise à jour : 8 avril 2024. | | | | | | | | |
| 1317  | Dernière actualisation : — | | | | | | | | |

### Lignes 1340 à 1349
| Ligne | Caractéristiques | Caractéristiques                                                                             | Caractéristiques                                                                             | Caractéristiques                                                                             | Caractéristiques                                                                             | Caractéristiques                                                                             | Caractéristiques                                                                             | Caractéristiques                                                                             | Caractéristiques                                                                             |
| 1346  | Le Plessis-Gassot — Blanc Manteaux ⥋ Luzarches — Collège A. de Noailles - Lycée G. de Nerval | Le Plessis-Gassot — Blanc Manteaux ⥋ Luzarches — Collège A. de Noailles - Lycée G. de Nerval | Le Plessis-Gassot — Blanc Manteaux ⥋ Luzarches — Collège A. de Noailles - Lycée G. de Nerval | Le Plessis-Gassot — Blanc Manteaux ⥋ Luzarches — Collège A. de Noailles - Lycée G. de Nerval | Le Plessis-Gassot — Blanc Manteaux ⥋ Luzarches — Collège A. de Noailles - Lycée G. de Nerval | Le Plessis-Gassot — Blanc Manteaux ⥋ Luzarches — Collège A. de Noailles - Lycée G. de Nerval | Le Plessis-Gassot — Blanc Manteaux ⥋ Luzarches — Collège A. de Noailles - Lycée G. de Nerval | Le Plessis-Gassot — Blanc Manteaux ⥋ Luzarches — Collège A. de Noailles - Lycée G. de Nerval | Le Plessis-Gassot — Blanc Manteaux ⥋ Luzarches — Collège A. de Noailles - Lycée G. de Nerval |
| ----- | --- | -------------------------------------------------------------------------------------------- | -------------------------------------------------------------------------------------------- | -------------------------------------------------------------------------------------------- | -------------------------------------------------------------------------------------------- | -------------------------------------------------------------------------------------------- | -------------------------------------------------------------------------------------------- | -------------------------------------------------------------------------------------------- | -------------------------------------------------------------------------------------------- |
| 1346  | Ouverture / Fermeture — / — | Longueur —                                                                                   | Durée 15-45 min                                                                              | Nb. d’arrêts 17                                                                              | Matériel bus et cars                                                                         | Jours de fonctionnement L, Ma, Me, J, V                                                      | Jour / Soir / Nuit / Fêtes O / N / N / N                                                     | Voy. / an —                                                                                  | Dépôt Bernes-sur-Oise                                                                        |
| 1346  | Desserte : - Villes et lieux desservis : Le Plessis-Gassot, Châtenay-en-France, Mareil-en-France, Jagny-sous-Bois, Lassy, Le Plessis-Luzarches, Fontenay-en-Parisis et Luzarches |                                                                                              |                                                                                              |                                                                                              |                                                                                              |                                                                                              |                                                                                              |                                                                                              |                                                                                              |
| 1346  | Autre : - Zone traversée : 5 - Arrêts non accessibles aux UFR : — - Amplitudes horaires : La ligne fonctionne du lundi au vendredi en période scolaire de 7 h 25 à 9 h 10 puis de 15 h 40 à 17 h 55. - Date de dernière mise à jour : 8 avril 2024. |                                                                                              |                                                                                              |                                                                                              |                                                                                              |                                                                                              |                                                                                              |                                                                                              |                                                                                              |
| 1346  | Dernière actualisation : — |                                                                                              |                                                                                              |                                                                                              |                                                                                              |                                                                                              |                                                                                              |                                                                                              |                                                                                              |
| 1347  | Saint-Martin-du-Tertre — Mairie ⥋ Luzarches — Gérard de Nerval | Saint-Martin-du-Tertre — Mairie ⥋ Luzarches — Gérard de Nerval                               | Saint-Martin-du-Tertre — Mairie ⥋ Luzarches — Gérard de Nerval                               | Saint-Martin-du-Tertre — Mairie ⥋ Luzarches — Gérard de Nerval                               | Saint-Martin-du-Tertre — Mairie ⥋ Luzarches — Gérard de Nerval                               | Saint-Martin-du-Tertre — Mairie ⥋ Luzarches — Gérard de Nerval                               | Saint-Martin-du-Tertre — Mairie ⥋ Luzarches — Gérard de Nerval                               | Saint-Martin-du-Tertre — Mairie ⥋ Luzarches — Gérard de Nerval                               | Saint-Martin-du-Tertre — Mairie ⥋ Luzarches — Gérard de Nerval                               |
| 1347  | Ouverture / Fermeture — / — | Longueur 23,75 km                                                                            | Durée 10-30 min                                                                              | Nb. d’arrêts 13                                                                              | Matériel bus et cars                                                                         | Jours de fonctionnement L, Ma, Me, J, V                                                      | Jour / Soir / Nuit / Fêtes O / N / N / N                                                     | Voy. / an —                                                                                  | Dépôt Bernes-sur-Oise                                                                        |
| 1347  | Desserte : - Villes et lieux desservis : Saint-Martin-du-Tertre, Belloy-en-France, Villaines-sous-Bois, Villiers-le-Sec, Le Mesnil-Aubry, Épinay-Champlâtreux et Luzarches - Gare desservie : Belloy - Saint-Martin |                                                                                              |                                                                                              |                                                                                              |                                                                                              |                                                                                              |                                                                                              |                                                                                              |                                                                                              |
| 1347  | Autre : - Zone traversée : 5 - Arrêts non accessibles aux UFR : — - Amplitudes horaires : La ligne fonctionne du lundi au vendredi en période scolaire de 7 h 35 à 8 h 10 puis de 15 h 40 à 18 h 10 / 11 h 40 à 17 h 10 (le mercredi uniquement). - Date de dernière mise à jour : 28 mars 2015. |                                                                                              |                                                                                              |                                                                                              |                                                                                              |                                                                                              |                                                                                              |                                                                                              |                                                                                              |
| 1347  | Dernière actualisation : — |                                                                                              |                                                                                              |                                                                                              |                                                                                              |                                                                                              |                                                                                              |                                                                                              |                                                                                              |
| 1348  | Fontenay-en-Parisis — Centre ⥋ Fosses — Lycée Charles-Baudelaire | Fontenay-en-Parisis — Centre ⥋ Fosses — Lycée Charles-Baudelaire                             | Fontenay-en-Parisis — Centre ⥋ Fosses — Lycée Charles-Baudelaire                             | Fontenay-en-Parisis — Centre ⥋ Fosses — Lycée Charles-Baudelaire                             | Fontenay-en-Parisis — Centre ⥋ Fosses — Lycée Charles-Baudelaire                             | Fontenay-en-Parisis — Centre ⥋ Fosses — Lycée Charles-Baudelaire                             | Fontenay-en-Parisis — Centre ⥋ Fosses — Lycée Charles-Baudelaire                             | Fontenay-en-Parisis — Centre ⥋ Fosses — Lycée Charles-Baudelaire                             | Fontenay-en-Parisis — Centre ⥋ Fosses — Lycée Charles-Baudelaire                             |
| 1348  | Ouverture / Fermeture — / — | Longueur 25,75 km                                                                            | Durée 25-40 min                                                                              | Nb. d’arrêts 13                                                                              | Matériel cars                                                                                | Jours de fonctionnement L, Ma, Me, J, V                                                      | Jour / Soir / Nuit / Fêtes O / N / N / N                                                     | Voy. / an —                                                                                  | Dépôt Bernes-sur-Oise                                                                        |
| 1348  | Desserte : - Villes et lieux desservis : Fontenay-en-Parisis, Châtenay-en-France, Mareil-en-France, Jagny-sous-Bois, Luzarches, Lassy, Le Plessis-Luzarches, Bellefontaine et Fosses |                                                                                              |                                                                                              |                                                                                              |                                                                                              |                                                                                              |                                                                                              |                                                                                              |                                                                                              |
| 1348  | Autre : - Zone traversée : 5 - Arrêts non accessibles aux UFR : — - Amplitudes horaires : La ligne fonctionne du lundi au vendredi en période scolaire de 7 h 30 à 9 h 20 puis de 16 h 40 à 18 h 20 / 12 h 45 à 13 h 25 (le mercredi uniquement). - Date de dernière mise à jour : 12 décembre 2023. |                                                                                              |                                                                                              |                                                                                              |                                                                                              |                                                                                              |                                                                                              |                                                                                              |                                                                                              |
| 1348  | Dernière actualisation : — |                                                                                              |                                                                                              |                                                                                              |                                                                                              |                                                                                              |                                                                                              |                                                                                              |                                                                                              |
| 1349  | Noisy-sur-Oise — Place Gambetta ⥋ Luzarches — Collège A. de Noailles — Lycée G. de Nerval | Noisy-sur-Oise — Place Gambetta ⥋ Luzarches — Collège A. de Noailles — Lycée G. de Nerval    | Noisy-sur-Oise — Place Gambetta ⥋ Luzarches — Collège A. de Noailles — Lycée G. de Nerval    | Noisy-sur-Oise — Place Gambetta ⥋ Luzarches — Collège A. de Noailles — Lycée G. de Nerval    | Noisy-sur-Oise — Place Gambetta ⥋ Luzarches — Collège A. de Noailles — Lycée G. de Nerval    | Noisy-sur-Oise — Place Gambetta ⥋ Luzarches — Collège A. de Noailles — Lycée G. de Nerval    | Noisy-sur-Oise — Place Gambetta ⥋ Luzarches — Collège A. de Noailles — Lycée G. de Nerval    | Noisy-sur-Oise — Place Gambetta ⥋ Luzarches — Collège A. de Noailles — Lycée G. de Nerval    | Noisy-sur-Oise — Place Gambetta ⥋ Luzarches — Collège A. de Noailles — Lycée G. de Nerval    |
| 1349  | Ouverture / Fermeture 7 mars 2022 / — | Longueur —                                                                                   | Durée 5-30 min                                                                               | Nb. d’arrêts 18                                                                              | Matériel bus et cars                                                                         | Jours de fonctionnement L, Ma, Me, J, V                                                      | Jour / Soir / Nuit / Fêtes O / N / N / N                                                     | Voy. / an —                                                                                  | Dépôt Bernes-sur-Oise                                                                        |
| 1349  | Desserte : - Villes et lieux desservis : Noisy-sur-Oise (mairie, église Saint-Germain-d'Auxerre), Asnières-sur-Oise (espace Josette Jourde, mairie, église Saint-Rémi, châteaux de la Reine Blanche et du Vert Galant, gendarmerie, chapelle Notre-Dame-de-Baillon), Viarmes (collège Blaise Pascal, église Saint-Pierre-et-Saint-Paul, mairie), Seugy (mairie, église Saint-Martin), Chaumontel (zone commerciale) et Luzarches (salle Blanche Montel, collège Anna de Noailles, lycée Gérard de Nerval, gendarmerie, gymnase) - Gare desservie : Luzarches |                                                                                              |                                                                                              |                                                                                              |                                                                                              |                                                                                              |                                                                                              |                                                                                              |                                                                                              |
| 1349  | Autre : - Zone traversée : 5 - Arrêts accessibles aux UFR : - - Amplitudes horaires : La ligne fonctionne du lundi au vendredi en période scolaire. - Date de dernière mise à jour : 8 avril 2024. |                                                                                              |                                                                                              |                                                                                              |                                                                                              |                                                                                              |                                                                                              |                                                                                              |                                                                                              |
| 1349  | Dernière actualisation : — |                                                                                              |                                                                                              |                                                                                              |                                                                                              |                                                                                              |                                                                                              |                                                                                              |                                                                                              |

### Lignes 1350 à 1359
| Ligne | Caractéristiques | Caractéristiques | Caractéristiques | Caractéristiques | Caractéristiques | Caractéristiques | Caractéristiques | Caractéristiques | Caractéristiques |
| 1350  | Viarmes — Route de Royaumont ⥋ Mortefontaine — Institut Saint-Dominique | Viarmes — Route de Royaumont ⥋ Mortefontaine — Institut Saint-Dominique                                              | Viarmes — Route de Royaumont ⥋ Mortefontaine — Institut Saint-Dominique                                              | Viarmes — Route de Royaumont ⥋ Mortefontaine — Institut Saint-Dominique                                              | Viarmes — Route de Royaumont ⥋ Mortefontaine — Institut Saint-Dominique                                              | Viarmes — Route de Royaumont ⥋ Mortefontaine — Institut Saint-Dominique                                              | Viarmes — Route de Royaumont ⥋ Mortefontaine — Institut Saint-Dominique                                              | Viarmes — Route de Royaumont ⥋ Mortefontaine — Institut Saint-Dominique                                              | Viarmes — Route de Royaumont ⥋ Mortefontaine — Institut Saint-Dominique                                              |
| ----- | --- | --- | --- | --- | --- | --- | --- | --- | --- |
| 1350  | Ouverture / Fermeture — / — | Longueur 30,85 km | Durée 35-55 min | Nb. d’arrêts 32 | Matériel — | Jours de fonctionnement L, Ma, Me, J, V                                                                              | Jour / Soir / Nuit / Fêtes O / N / N / N                                                                             | Voy. / an — | Centre-bus Bernes-sur-Oise                                                                                           |
| 1350  | Desserte : - Villes et lieux desservis : Viarmes, Seugy, Luzarches, Chaumontel et Mortefontaine - Gare desservie : Luzarches | | | | | | | | |
| 1350  | Autre : - Zones traversées : 5 et hors zone tarifaire - Arrêts non accessibles aux UFR : — - Amplitudes horaires : La ligne fonctionne du lundi au vendredi en période scolaire de 7 h 30 à 8 h 20 puis de 16 h 40 à 17 h 35 / 12 h 40 à 13 h 35 (le mercredi uniquement). - Particularités : Un service sur deux part / termine à Demeure de France en desservant tous les arrêts, les autres services étant directs jusqu'à Rue du Pont (le soir) / Chaumontel — Mairie (le matin). - Date de dernière mise à jour : 1er novembre 2023. | | | | | | | | |
| 1350  | Dernière actualisation : — | | | | | | | | |
| 1351  | Mériel — Collège Cécile Sorel ou Saint-Ouen-l'Aumône Lycée Edmond Rostand ⥋ Mériel — Centre Commercial ou Rue du Bac | Mériel — Collège Cécile Sorel ou Saint-Ouen-l'Aumône Lycée Edmond Rostand ⥋ Mériel — Centre Commercial ou Rue du Bac | Mériel — Collège Cécile Sorel ou Saint-Ouen-l'Aumône Lycée Edmond Rostand ⥋ Mériel — Centre Commercial ou Rue du Bac | Mériel — Collège Cécile Sorel ou Saint-Ouen-l'Aumône Lycée Edmond Rostand ⥋ Mériel — Centre Commercial ou Rue du Bac | Mériel — Collège Cécile Sorel ou Saint-Ouen-l'Aumône Lycée Edmond Rostand ⥋ Mériel — Centre Commercial ou Rue du Bac | Mériel — Collège Cécile Sorel ou Saint-Ouen-l'Aumône Lycée Edmond Rostand ⥋ Mériel — Centre Commercial ou Rue du Bac | Mériel — Collège Cécile Sorel ou Saint-Ouen-l'Aumône Lycée Edmond Rostand ⥋ Mériel — Centre Commercial ou Rue du Bac | Mériel — Collège Cécile Sorel ou Saint-Ouen-l'Aumône Lycée Edmond Rostand ⥋ Mériel — Centre Commercial ou Rue du Bac | Mériel — Collège Cécile Sorel ou Saint-Ouen-l'Aumône Lycée Edmond Rostand ⥋ Mériel — Centre Commercial ou Rue du Bac |
| 1351  | Ouverture / Fermeture — / — | Longueur — | Durée — | Nb. d’arrêts 26 | Matériel S 415 H | Jours de fonctionnement L, Ma, Me, J, V                                                                              | Jour / Soir / Nuit / Fêtes O / N / N / N                                                                             | Voy. / an — | Dépôt Bernes-sur-Oise                                                                                                |
| 1351  | Desserte : - Villes et lieux desservis : Mériel, Villiers-Adam, Méry-sur-Oise et Saint-Ouen-l'Aumône. - Gares desservies : Mériel | | | | | | | | |
| 1351  | Autre : - Zone traversée : 5 - Arrêts non accessibles aux UFR : Tous. - Amplitudes horaires : La ligne fonctionne du lundi au vendredi en période scolaire. - Date de dernière mise à jour : 8 avril 2024. | | | | | | | | |
| 1351  | Dernière actualisation : — | | | | | | | | |
| 1352  | Luzarches — Gérard de Nerval ⥋ Chaumontel — Cyprien Réthoré | Luzarches — Gérard de Nerval ⥋ Chaumontel — Cyprien Réthoré                                                          | Luzarches — Gérard de Nerval ⥋ Chaumontel — Cyprien Réthoré                                                          | Luzarches — Gérard de Nerval ⥋ Chaumontel — Cyprien Réthoré                                                          | Luzarches — Gérard de Nerval ⥋ Chaumontel — Cyprien Réthoré                                                          | Luzarches — Gérard de Nerval ⥋ Chaumontel — Cyprien Réthoré                                                          | Luzarches — Gérard de Nerval ⥋ Chaumontel — Cyprien Réthoré                                                          | Luzarches — Gérard de Nerval ⥋ Chaumontel — Cyprien Réthoré                                                          | Luzarches — Gérard de Nerval ⥋ Chaumontel — Cyprien Réthoré                                                          |
| 1352  | Ouverture / Fermeture — / — | Longueur 8,15 km | Durée 10-20 min | Nb. d’arrêts 11 | Matériel Mercedes-benz Citaro G C2 Mercedes-benz Citaro G Facelift                                                   | Jours de fonctionnement L, Ma, Me, J, V                                                                              | Jour / Soir / Nuit / Fêtes O / N / N / N                                                                             | Voy. / an — | Centre-bus Bernes-sur-Oise                                                                                           |
| 1352  | Desserte : - Villes et lieux desservis : Luzarches et Chaumontel | | | | | | | | |
| 1352  | Autre : - Zone traversée : 5 - Arrêts non accessibles aux UFR : — - Amplitudes horaires : La ligne fonctionne en période scolaire le lundi, mardi, jeudi et vendredi de 8 h 10 à 9 h 10 puis de 15 h 40 à 17 h 55 et le mercredi de 8 h 5 à 9 h 10 puis de 11 h 40 à 17 h. - Date de dernière mise à jour : 3 avril 2015. | | | | | | | | |
| 1352  | Dernière actualisation : — | | | | | | | | |
| 1353  | Taverny — Lycée / Collège - Voie des Sports ⥋ Taverny — Tuyolle ou Chauvry — Mairie | Taverny — Lycée / Collège - Voie des Sports ⥋ Taverny — Tuyolle ou Chauvry — Mairie                                  | Taverny — Lycée / Collège - Voie des Sports ⥋ Taverny — Tuyolle ou Chauvry — Mairie                                  | Taverny — Lycée / Collège - Voie des Sports ⥋ Taverny — Tuyolle ou Chauvry — Mairie                                  | Taverny — Lycée / Collège - Voie des Sports ⥋ Taverny — Tuyolle ou Chauvry — Mairie                                  | Taverny — Lycée / Collège - Voie des Sports ⥋ Taverny — Tuyolle ou Chauvry — Mairie                                  | Taverny — Lycée / Collège - Voie des Sports ⥋ Taverny — Tuyolle ou Chauvry — Mairie                                  | Taverny — Lycée / Collège - Voie des Sports ⥋ Taverny — Tuyolle ou Chauvry — Mairie                                  | Taverny — Lycée / Collège - Voie des Sports ⥋ Taverny — Tuyolle ou Chauvry — Mairie                                  |
| 1353  | Ouverture / Fermeture — / — | Longueur — | Durée 15-35 min | Nb. d’arrêts 15 | Matériel — | Jours de fonctionnement L, Ma, Me, J, V, S                                                                           | Jour / Soir / Nuit / Fêtes O / N / N / N                                                                             | Voy. / an — | Dépôt Bernes-sur-Oise                                                                                                |
| 1353  | Desserte : - Villes et lieux desservis : Chauvry, Béthemont-la-Forêt, Villiers-Adam, Méry-sur-Oise, Frépillon, Bessancourt et Taverny - Gares desservies : Frépillon, Bessancourt et Taverny | | | | | | | | |
| 1353  | Autre : - Zones traversées : 4 et 5 - Arrêts accessibles aux UFR : — - Amplitudes horaires : La ligne fonctionne en période scolaire du lundi au samedi de 7 h 10 à 8 h 10 puis de 16 h 15 à 17 h 50, avancé le mercredi de 13 h 40 à 14 h 15 et le samedi de 12 h 15 à 13 h 20. - Date de dernière mise à jour : 20 décembre 2020. | | | | | | | | |
| 1353  | Dernière actualisation : — | | | | | | | | |
| 1354  | Viarmes — Collège Blaise Pascal ⥋ Asnières-sur-Oise — Baillon | Viarmes — Collège Blaise Pascal ⥋ Asnières-sur-Oise — Baillon                                                        | Viarmes — Collège Blaise Pascal ⥋ Asnières-sur-Oise — Baillon                                                        | Viarmes — Collège Blaise Pascal ⥋ Asnières-sur-Oise — Baillon                                                        | Viarmes — Collège Blaise Pascal ⥋ Asnières-sur-Oise — Baillon                                                        | Viarmes — Collège Blaise Pascal ⥋ Asnières-sur-Oise — Baillon                                                        | Viarmes — Collège Blaise Pascal ⥋ Asnières-sur-Oise — Baillon                                                        | Viarmes — Collège Blaise Pascal ⥋ Asnières-sur-Oise — Baillon                                                        | Viarmes — Collège Blaise Pascal ⥋ Asnières-sur-Oise — Baillon                                                        |
| 1354  | Ouverture / Fermeture — / — | Longueur — | Durée 10-25 min | Nb. d’arrêts 14 | Matériel — | Jours de fonctionnement L, Ma, Me, J, V                                                                              | Jour / Soir / Nuit / Fêtes O / N / N / N                                                                             | Voy. / an — | Centre-bus Bernes-sur-Oise                                                                                           |
| 1354  | Desserte : - Villes et lieux desservis : Asnières-sur-Oise, Noisy-sur-Oise et Viarmes | | | | | | | | |
| 1354  | Autre : - Zone traversée : 5 - Arrêts non accessibles aux UFR : — - Amplitudes horaires : La ligne fonctionne du lundi au vendredi en période scolaire de 8 h 5 à 9 h 15 puis de 15 h 5 à 17 h 25 / 11 h 45 à 13 h 10 (le mercredi uniquement). - Date de dernière mise à jour : 8 avril 2024. | | | | | | | | |
| 1354  | Dernière actualisation : — | | | | | | | | |
| 1356  | Gare de Persan - Beaumont ⥋ Bernes-sur-Oise — Centre AFPA | Gare de Persan - Beaumont ⥋ Bernes-sur-Oise — Centre AFPA                                                            | Gare de Persan - Beaumont ⥋ Bernes-sur-Oise — Centre AFPA                                                            | Gare de Persan - Beaumont ⥋ Bernes-sur-Oise — Centre AFPA                                                            | Gare de Persan - Beaumont ⥋ Bernes-sur-Oise — Centre AFPA                                                            | Gare de Persan - Beaumont ⥋ Bernes-sur-Oise — Centre AFPA                                                            | Gare de Persan - Beaumont ⥋ Bernes-sur-Oise — Centre AFPA                                                            | Gare de Persan - Beaumont ⥋ Bernes-sur-Oise — Centre AFPA                                                            | Gare de Persan - Beaumont ⥋ Bernes-sur-Oise — Centre AFPA                                                            |
| 1356  | Ouverture / Fermeture — / — | Longueur 4,45 km | Durée 10-15 min | Nb. d’arrêts 2 | Matériel Citaro C2 citaro facelift                                                                                   | Jours de fonctionnement L, Ma, Me, J, V                                                                              | Jour / Soir / Nuit / Fêtes O / N / N / N                                                                             | Voy. / an — | Dépôt Bernes-sur-Oise                                                                                                |
| 1356  | Desserte : - Villes et lieux desservis : Persan et Bernes-sur-Oise - Gare desservie : Persan - Beaumont | | | | | | | | |
| 1356  | Autre : - Zone traversée : 5 - Arrêts non accessibles aux UFR : — - Amplitudes horaires : La ligne fonctionne par un aller le matin du lundi au vendredi puis un retour l'après-midi du lundi au jeudi, avancé le vendredi à midi. - Date de dernière mise à jour : 31 juillet 2022. | | | | | | | | |
| 1356  | Dernière actualisation : — | | | | | | | | |

### Lignes de soirée
| Ligne                       | Caractéristiques                                                                                      | Caractéristiques                               | Caractéristiques                               | Caractéristiques                               | Caractéristiques                               | Caractéristiques                               | Caractéristiques                               | Caractéristiques                               | Caractéristiques                               |
| Soirée Parc Haut Val-d'Oise | Soirée Parc Haut Val-d'Oise                                                                           | Soirée Parc Haut Val-d'Oise                    | Soirée Parc Haut Val-d'Oise                    | Soirée Parc Haut Val-d'Oise                    | Soirée Parc Haut Val-d'Oise                    | Soirée Parc Haut Val-d'Oise                    | Soirée Parc Haut Val-d'Oise                    | Soirée Parc Haut Val-d'Oise                    | Soirée Parc Haut Val-d'Oise                    |
| Soirée Parc Haut Val-d'Oise | Parc Haut Val d’Oise 2/3/4 ou Félix Millet ⥋ ?                                                        | Parc Haut Val d’Oise 2/3/4 ou Félix Millet ⥋ ? | Parc Haut Val d’Oise 2/3/4 ou Félix Millet ⥋ ? | Parc Haut Val d’Oise 2/3/4 ou Félix Millet ⥋ ? | Parc Haut Val d’Oise 2/3/4 ou Félix Millet ⥋ ? | Parc Haut Val d’Oise 2/3/4 ou Félix Millet ⥋ ? | Parc Haut Val d’Oise 2/3/4 ou Félix Millet ⥋ ? | Parc Haut Val d’Oise 2/3/4 ou Félix Millet ⥋ ? | Parc Haut Val d’Oise 2/3/4 ou Félix Millet ⥋ ? |
| --------------------------- | --- | ---------------------------------------------- | ---------------------------------------------- | ---------------------------------------------- | ---------------------------------------------- | ---------------------------------------------- | ---------------------------------------------- | ---------------------------------------------- | ---------------------------------------------- |
| Soirée Parc Haut Val-d'Oise | Ouverture / Fermeture 8 avril 2024 / —                                                                | Longueur —                                     | Durée —                                        | Nb. d’arrêts —                                 | Matériel —                                     | Jours de fonctionnement L, Ma, Me, J, V, S     | Jour / Soir / Nuit / Fêtes N / O / N / N       | Voy. / an —                                    | Dépôt —                                        |
| Soirée Parc Haut Val-d'Oise | Desserte : - Villes et lieux desservis : - - Gare desservie : -                                       |                                                |                                                |                                                |                                                |                                                |                                                |                                                |                                                |
| Soirée Parc Haut Val-d'Oise | Autre : - Zone traversée : 5 - Amplitudes horaires : - - Date de dernière mise à jour : 8 avril 2024. |                                                |                                                |                                                |                                                |                                                |                                                |                                                |                                                |
| Soirée Parc Haut Val-d'Oise | Dernière actualisation : —                                                                            |                                                |                                                |                                                |                                                |                                                |                                                |                                                |                                                |
| Soirée Persan-Beaumont      | Soirée Persan-Beaumont                                                                                | Soirée Persan-Beaumont                         | Soirée Persan-Beaumont                         | Soirée Persan-Beaumont                         | Soirée Persan-Beaumont                         | Soirée Persan-Beaumont                         | Soirée Persan-Beaumont                         | Soirée Persan-Beaumont                         | Soirée Persan-Beaumont                         |
| Soirée Persan-Beaumont      | Persan - Beaumont ⥋ ?                                                                                 |                                                |                                                |                                                |                                                |                                                |                                                |                                                |                                                |
| Soirée Persan-Beaumont      | Ouverture / Fermeture 8 avril 2024 / —                                                                | Longueur —                                     | Durée —                                        | Nb. d’arrêts —                                 | Matériel —                                     | Jours de fonctionnement L, Ma, Me, J, V, S     | Jour / Soir / Nuit / Fêtes N / O / N / N       | Voy. / an —                                    | Dépôt —                                        |
| Soirée Persan-Beaumont      | Desserte : - Villes et lieux desservis : - - Gare desservie : Persan - Beaumont.                      |                                                |                                                |                                                |                                                |                                                |                                                |                                                |                                                |
| Soirée Persan-Beaumont      | Autre : - Zone traversée : 5 - Amplitudes horaires : - - Date de dernière mise à jour : 8 avril 2024. |                                                |                                                |                                                |                                                |                                                |                                                |                                                |                                                |
| Soirée Persan-Beaumont      | Dernière actualisation : —                                                                            |                                                |                                                |                                                |                                                |                                                |                                                |                                                |                                                |

## Gestion et exploitation
Les réseaux de transports en commun franciliens sont organisés par Île-de-France Mobilités. L'exploitation du réseau de bus Haut Val-d'Oise revient à Keolis Nord Val d'Oise depuis le 1er janvier 2024.

### Parc de véhicules

#### Dépôts
Les dépôts ont pour mission de remiser les différents véhicules, mais également d'assurer leur entretien préventif et curatif. L'entretien curatif ou correctif a lieu quand une panne ou un dysfonctionnement est signalé par un machiniste.
Le nouvel exploitant récupère le Centre Opérationnel Bus (COB) de Bernes-sur-Oise.

#### Détails du parc
Le réseau de bus Haut Val d'Oise est doté d'un parc de véhicules composé de minibus, midibus, autobus standards, articulés et autocars interurbains:

#### Minibus
| Constructeur | Modèle     | Nombre de véhicules | Numéros de parc | Période de mise en service           | Affectation | Observations                                    |
| ------------ | ---------- | ------------------- | --------------- | ------------------------------------ | ----------- | ----------------------------------------------- |
| Dietrich     | City 21    | 2                   | 132062 ; 142037 | Entre Novembre 2013 et Novembre 2014 | -           | Ex-Keolis Val d'Oise depuis le 1er janvier 2024 |
| Irisbus      | Daily Way  | 1                   | 236024          | Depuis Mars 2012                     | 1303        | Ex-Keolis Val d'Oise depuis le 1er janvier 2024 |
| Iveco Bus    | Daily Line | 1                   | 236025          | Depuis Janvier 2020                  | -           | Ex-Keolis Val d'Oise depuis le 1er janvier 2024 |

#### Midibus
| Constructeur | Modèle | Nombre de véhicules | Numéros de parc | Période de mise en service | Affectations | Observations                             |
| ------------ | ------ | ------------------- | --------------- | -------------------------- | ------------ | ---------------------------------------- |
| Heuliez Bus  | GX 127 | 1                   | 233103          | Depuis Juillet 2008        | 1303 1309    | Ex-Keolis CIF depuis le 1er janvier 2024 |
| Heuliez Bus  | GX 137 | 2                   | 233104-233105   | Depuis Décembre 2014       | 1303 1309    | Ex-TICE depuis le 1er janvier 2024       |

#### Autobus standards
| Constructeur  | Modèle            | Nombre de véhicules | Numéros de parc                 | Période de mise en service           | Affectations                  | Observations |
| ------------- | ----------------- | ------------------- | ------------------------------- | ------------------------------------ | ----------------------------- | --- |
| Irisbus       | Citelis 12        | 4                   | 059072 ; 099100 ; 099226-909227 | Entre Décembre 2005 et Décembre 2009 | En réserve                    | Ex-Keolis Val d'Oise depuis le 1er janvier 2024 |
| MAN           | Lion's City L A26 | 2                   | 238013-238014                   | Depuis Novembre 2015                 | 95.18                         | Ex-Transdev Conflans depuis le 1er janvier 2024 |
| Mercedes-Benz | Citaro            | 1                   | 069338                          | Depuis Août 2006                     | En réserve                    | Ex-Transports Daniel Meyer depuis le 1er septembre 2024 |
| Mercedes-Benz | Citaro C2         | 21                  | 231475-231478 ; 231725-231741   | Entre Avril 2014 et Août 2020        | 1301 1302 1304 1305 1309 1356 | 231475-231478, 231730-231731, 231734, 231738-231739, 231741 : Ex-Keolis CIF depuis le 1er janvier 2024 231725-231729, 231732-231733, 231735-231737, 231740 : Ex-Keolis Val d'Oise depuis le 1er janvier 2024 |
| Mercedes-Benz | Citaro Facelift   | 5                   | 211192 ; 231720 ; 231722-231724 | Entre Novembre 2010 et Décembre 2013 | 1301 1302 1304 1305 1309 1356 | 211192 : Ex-Transdev Vaux-le-Pénil depuis le 1er janvier 2024 231720, 231722-231724 : Ex-Keolis Val d'Oise depuis le 1er janvier 2024                                                                        |

#### Autobus articulés
| Constructeur  | Modèle      | Nombre de véhicules | Numéros de parc | Période de mise en service | Affectation | Observations                               |
| ------------- | ----------- | ------------------- | --------------- | -------------------------- | ----------- | ------------------------------------------ |
| Mercedes-Benz | Citaro G C2 | 1                   | 232229          | Depuis Juin 2018           | 1301        | Ex-Keolis CIF depuis le 1er septembre 2024 |

#### Autocars interurbains
| Constructeur  | Modèle            | Nombre de véhicules | Numéros de parc                                                                                                   | Période de mise en service       | Affectation                                                                                      | Observations |
| ------------- | ----------------- | ------------------- | --- | -------------------------------- | ------------------------------------------------------------------------------------------------ | --- |
| Irisbus       | Crossway LE Line  | 1                   | 237740 | Depuis Juillet 2012              | 95.18                                                                                            | Ex-Transdev Conflans depuis le 1er janvier 2024 |
| Irisbus       | Récréo II         | 1                   | 227600 | Depuis Août 2010                 | En réserve                                                                                       | Ex-Transdev Darche Gros depuis le 1er février 2025 |
| Iveco Bus     | Crossway LE Line  | 13                  | 227548 ; 227552 ; 227558-227559 ; 237749-237751 ; 237754-237755 ; 237757-237760                                   | Entre Décembre 2017 et Août 2021 | 95.18                                                                                            | 227548, 227552, 227558-227559 : Ex-Transdev CEAT depuis le 1er janvier 2024 237749-237751, 237754-237755, 237757-237760 : Ex-Transdev Conflans depuis le 1er janvier 2024 |
| Iveco Bus     | Crossway Pro      | 3                   | 175016 ; 175019 ; 216007                                                                                          | Entre Août 2015 et Juillet 2017  | 1317                                                                                             | 175016, 175019 : Ex-Keolis Yvelines depuis le 1er janvier 2024 216007 : Ex-Ceobus depuis le 1er janvier 2024 |
| Mercedes-Benz | Intouro II        | 1                   | 121007 | Depuis Janvier 2012              | 100 Persan N147                                                                                  | Ex-Keolis VAS depuis le 1er janvier 2024 |
| Mercedes-Benz | Intouro II L      | 3                   | 237743-237744 ; 237756                                                                                            | Entre Août 2014 et Juin 2019     | 1312 1314 1316 1317 1346 1347 1348 1349 1350 1351 1352 1353 1354 100 Persan N147                 | 237743-237744 : Ex-Keolis CIF depuis le 1er janvier 2024 237756 : Ex-Keolis Val d'Oise depuis le 1er janvier 2024 |
| Mercedes-Benz | Intouro II M      | 17                  | 105007 ; 183067 ; 217114-217115 ; 217117 ; 217120 ; 217330-217332 ; 237733-237736 ; 237747-237748 ; 237752-237753 | Entre Août 2010 et Juillet 2018  | 1312 1314 1316 1317 1346 1347 1348 1349 1350 1351 1352 1353 1354 95.18 100 Persan N147           | 105007, 237733-237736, 237747-237748, 237752-237753 : Ex-Keolis CIF depuis le 1er janvier 2024 183067 : Ex-Keolis Mobilité Roissy depuis le 1er janvier 2024 217114, 217117, 217120 : Ex-Transdev Ecquevilly depuis le 1er janvier 2024 217115 : Ex-Transdev CSO depuis le 1er janvier 2024 217330-217332 : Ex-Ceobus depuis le 1er janvier 2024 |
| Mercedes-Benz | Intouro II ME     | 3                   | 237738-237739 ; 237741                                                                                            | Entre Juillet 2011 et Août 2012  | 1309 1312 1314 1316 1317 1346 1347 1348 1349 1350 1351 1352 1353 1354 1356 95.18 100 Persan N147 | 237738-237739 : Ex-Keolis CIF depuis le 1er janvier 2024 237741 : Ex-Cars Perrier depuis le 1er janvier 2024 |
| Mercedes-Benz | Intouro II MEL    | 1                   | 237742 | Depuis Août 2013                 | 100 Persan                                                                                       | Ex-Keolis CIF depuis le 1er janvier 2024 |
| Setra         | S 415 ÜL          | 1                   | 227203 | Depuis Août 2011                 | -                                                                                                | Ex-Transdev STRAV depuis le 1er septembre 2024 |
| Setra         | S 416 LE Business | 2                   | 237745-237746 | Depuis Août 2016                 | 95.18                                                                                            | Ex-Transdev Conflans depuis le 1er janvier 2024 |

### Tarification et fonctionnement

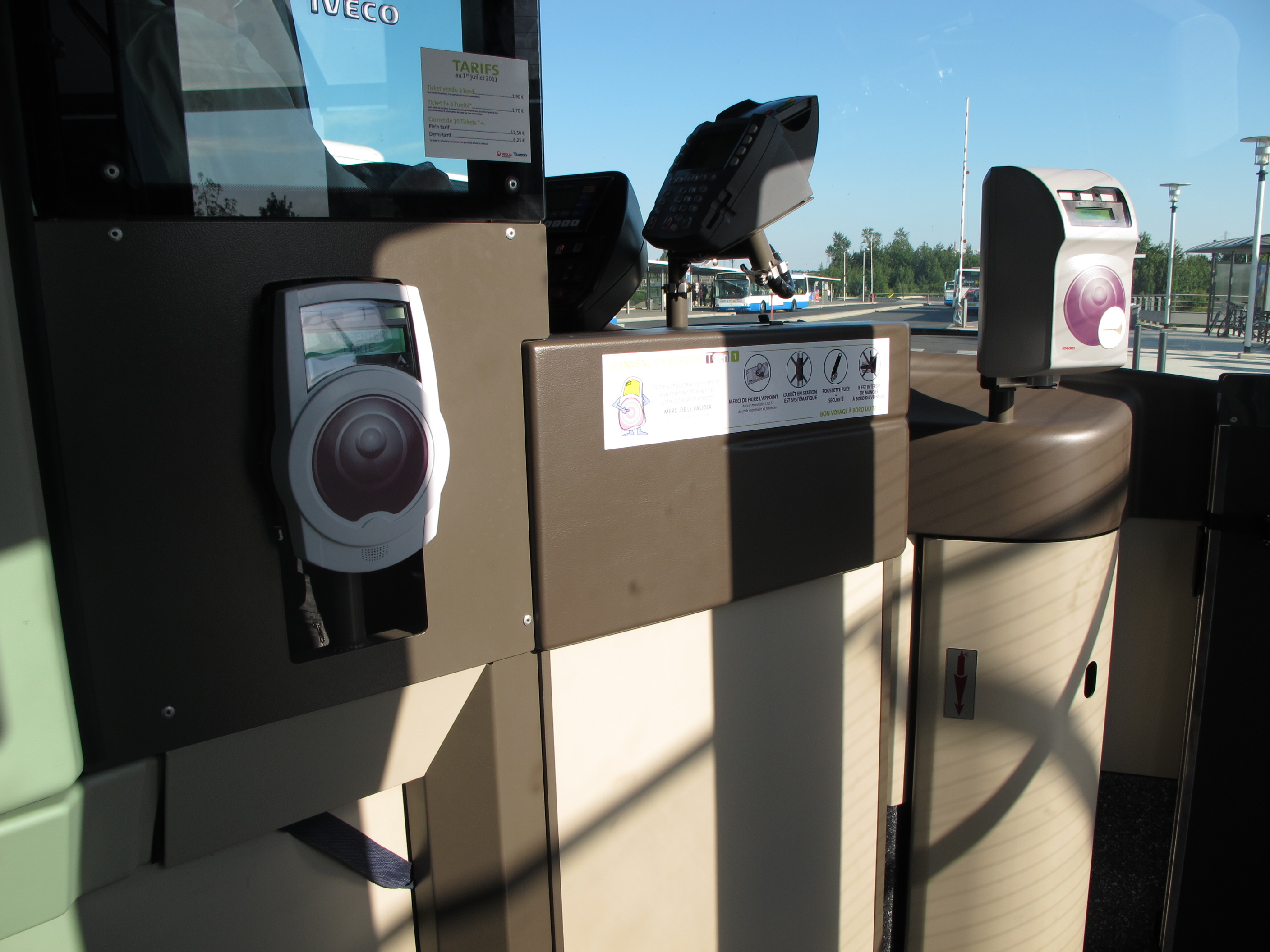
Validateurs pour passes Navigo (à gauche) et pour tickets carton (à droite) présents dans les bus et tramway.

La tarification des lignes d'autobus d'Île-de-France est unifiée et accessible avec les mêmes abonnements. Un ticket « bus-tram », qui remplace le ticket t+ au 1er janvier 2025, permet un trajet simple quelle que soit la distance, avec une ou plusieurs correspondances possibles avec les autres lignes de bus et de tramway pendant une durée maximale de 1 h 30 entre la première et dernière validation. En revanche, un ticket validé dans un bus ne permet pas d'emprunter le métro, ni le Transilien et le RER. Les lignes Orlybus et Roissybus, assurant de façon directe les dessertes aéroportuaires via autoroute, disposent d'une tarification spécifique mais sont accessibles avec les abonnements habituels.
Les tarifs des billets et abonnements dont le montant est limité par décision politique ne couvrent pas les frais réels de transport. Le manque à gagner est compensé par l'autorité organisatrice, Île-de-France Mobilités, présidée depuis 2005 par le président du conseil régional d'Île-de-France et composé d'élus locaux. Elle définit les conditions générales d'exploitation ainsi que la durée et la fréquence des services. L'équilibre financier du fonctionnement est assuré par une dotation globale annuelle aux transporteurs de la région grâce au versement mobilité payé par les entreprises et aux contributions des collectivités publiques.